# Scott Westerfeld
Scott Westerfeld (Dallas, 5 de Maio de 1963) é um autor americano de ficção científica voltada ao público Jovem Adulto (Young Adult). É mundialmente conhecido pela série Feios. Possui um vasta produção literária abordando temas variados.

## Vida pessoal
Nasceu em Dallas, Texas, e quando criança, Scott Westerfeld se mudou para a Califórnia e Connecticut por motivos relacionados ao trabalho do pai, Lloyd, seu pai, era um programador de computador. Scott observava o pai trabalhando com aviões, submarinos e o Projeto Apollo.
Scott se formou em 1985 na Vassar College e foi compositor no início de sua carreira. Nos anos 80 mudou-se para Nova Iorque, onde isso inspirou seu livro Polymorph e em 2001 casou-se com Justine Larbalestier (Magia ou Loucura), que também é autora literária. Atualmente divide seu tempo entre Sydney, Austrália e Nova Iorque nos Estados Unidos.

## Literatura
Ele já trabalhou como ghostwriter, escrevia para outras pessoas assinarem as obras. Segundo ele, seu trabalho era como “dirigir o carro de outra pessoa muito, muito rápido, por muito dinheiro”. Já ganhou os prêmios Victorian Premier e Aurealis.
Sua última publicação no Brasil foi a Série Leviatã, já concluída pela Editora Galera Record, que não se pronunciou sobre a publicação do livro acompanhanteː The Manual of Aeronautics.
A série Feios, teve seus direitos autorais comprados em 2006 pela Twentieth Century Fox para possíveis filmes. Outro livro que também seria adaptado para o cinema era Tão Ontem, os direitos foram comprados pelos produtores de Fahrenheit 11 de setembro e Tiros em Columbine, mas aí a adaptação foi "morrendo lentamente", como Scott escreveu em seu blog.
Em setembro de 2014, lançou o livro Afterworlds, com duas histórias. A primeira é sobre uma jovem escritora, Darcy, que acabou de ser formar no colegial e vendeu o manuscrito de seu primeiro livro para ser publicado. A segunda é um romance paranormal, o qual Darcy está escrevendo, que trata de Lizzie uma sobrevivente de um ataque terrorista que disso desenvolve a habilidade de ver e se comunicar com espíritos.
Em setembro de 2015, foi lançado o primeiro livro de sua nova trilogiaː Zeroes, em parceria com as escritoras australianas Margo Lanagan e Deborah Biancotti. O escritor também anunciou que está trabalhando em sua primeira graphic novel (romance gráfico)ː Spill Zone, em parceria com o ilustrador Alex Puvilland, e é publicada nos Estados Unidos pela Editora First Second, em maio de 2017. Enquanto isso, a HQ também está sendo publicada online no site thespillzone.com.
Em outubro de 2017, os autores da série Zeroes finalmente anunciaram quem escreveu qual personagem na série. Scott escreveu a Riley (Flicker) e o Nate (Bellwether), Margo escreveu Thibault (Anonymous) e Chizara (Crash). Deborah escreveu Ethan (Scam) e Kelsie (Mob).
Em fevereiro de 2018, o autor anunciou que está escrevendo mais quatro livros que se passarão no Universo de Feios. A nova série de livros se chamará Impostors e o primeiro livro de mesmo nome será lançado em 21 de setembro de 2018.

## Obras

### Antologias
1. Love is Hell (2008) no Brasil: Amores Infernais (Galera Record, 2011. ISBN 9788501090812)
2. Geektastic: Stories from the Nerd Herd (2009)
3. Zombies vs Unicorns (2010) no Brasil: Zumbis x Unicórnios (Galera Record, 2012. ISBN 9788501095756)

### Romances individuais
1. Polymorph (1997)
2. Fine Prey (1998)
3. Evolution's Darling (2000)
4. So Yesterday (2004) no Brasilː Tão Ontem (Galera Record, 2007. ISBN 8501076899)
5. Afterworlds (2014) no Brasilː Além-Mundos (Galera Record, 2016. ISBN 8501107573)

### Série Succession
1. The Risen Empire (2003)
2. The Killing of Worlds (2003)

### Série Midnighters
1. The Secret Hour (2004) no Brasilː A Hora Secreta (Editora iD, 2010. ISBN 9788516067489)
2. Touching Darkness (2005) no Brasilː No Limiar da Escuridão (Editora iD, 2011. ISBN 9788516071400)
3. Blue Noon (2006)

A Editora iD encerrou suas atividades, paralisando a série no Brasil.

### Série Feios
1. Uglies (2005) no Brasilː Feios (Galera Record, 2010. ISBN 8501083704)
2. Pretties (2005) no Brasilː Perfeitos (Galera Record, 2010. ISBN 8501083712)
3. Specials (2006) no Brasilː Especiais (Galera Record, 2011. ISBN 8501083690)
4. Extras (2007) no Brasilː Extras (Galera Record, 2012. ISBN 8501083682)

#### Obras relacionadas
1. Bogus to Bubbly: An Insider's Guide to the World of Uglies (2008)
2. Shay's Story (Graphic Novel) (2012)
3. Uglies: Cutters (Graphic Novel) (2012)

A série também ganhou uma versão em mangá onde a história é focada em Shay, amiga da Tally. O mangá recebeu o nome de Shay's Story, sem data de lançamento no Brasil, mas já está disponível a venda nos Estados Unidos.

### Série Impostors
1. Impostors (2018) no Brasil: Impostores (Galera Record, 2019. ISBN 978-8501117038)
2. Shatter City (2019)
3. Impostors 3 (2020)
4. Impostors 4 (2021)

A série se passará no mesmo universo de Feios, 10 anos do fim do Regime Perfeito. O livro terá como protagonista uma personagem chamada Rey, uma adolescente que foi criada para ser o dublê de corpo de sua irmã gêmea, Rafi. Segundo o autor, o livro falará sobre os papeis que a socidade impõe às pessoas e sobre descobrir seu verdadeiro eu.

### Série Vampiros em Nova York
1. Peeps (2005) no Brasilː Vampiros em Nova Yorkː Os Primeiros Dias (Galera Record, 2008. ISBN 8501076937)
2. The Last Days (2006) no Brasilː Vampiros em Nova Yorkː Os Últimos Dias (Galera Record, 2009. ISBN 8501082082)

No original o enfoque é em um parasita antigo que está sendo disseminado pela humanidade, ele seria responsável por vários seres, incluindo, zumbis, lobisomens e vampiros, na edição brasileira o destaque ficou com os vampiros.

### Série Leviatã
1. Leviathan (2009) no Brasilː Leviatã – A Missão Secreta (Galera Record, 2012. ISBN 8501097586)
2. Behemoth (2010) no Brasilː Beemote - A Revolução  (Galera Record, 2013. ISBN 9788501097521)
3. Goliath (2011) no Brasilː Golias - A Revelação (Galera Record, 2014. ISBN 9788501097538)

#### Obra relacionada
- The Manual of Aeronautics (2012)

É o começo da Primeira Guerra Mundial e todas as forças da Europa estão se armando. Os austro-húngaros e os alemães têm seus Mekanistas, máquinas movidas a vapor, carregadas com armas e munições. Os Darwinistas, britânicos, utilizam animais desenvolvidos geneticamente como suas armas.

### Série Zeroes
1. Zeroes (2015)
2. Swarm (2016)
3. Nexus (2017)

Zeroes trata sobre um grupo de seis adolescentes com superpoderes, porém essas habilidades especiais causam muitos problemas em sua vida cotidiana.

### Série Horizon
1. Horizon (2016)
2. Deadzone (2017)
3. A Warp in Time (2018)
4. Apex Predator (2018)
5. Liferaft (2019)
6. Livro 6 (2020)
7. Livro 7 (2021)

A série foi planejada pelo Scott, porém cada livro será escrito por um autor diferente. O primeiro foi escrito pelo próprio Scott, o segundo pela Jennifer A. Nielsen (O Falso Príncipe), o terceiro pela Jude Watson, o quarto pelo M. T. Anderson, o quinto pela Aditi Khorana e os outros serão anunciados futuramente.Sobre ela Scott disse em seu site oficialː
"É sobre um grupo de crianças que sofreram uma misteriosa queda de avião e saem dos destroços para se encontrarem presos nessa realidade, sob a ameaça de curiosas e terríveis criaturas. Basicamente é uma mistura de Lost, Hatchet e O Senhor das Moscas."

### Histórias em Quadrinho (Graphic Novel)
1. Spill Zone (2017)
2. Spill Zone: The Broken Vow (2018)

Spill Zone se passa em uma cidade após um desastre nano tecnológico ou nuclear, que se espalhou pela cidade de Po'Town. Após o acidente, Addison e Lexa perderam o pais e tiveram que arrumar uma maneira de se sustentarem por conta própria, e acabam descobrindo alguns segredos sobre o acidente que matou seus pais.
Obs: ISBNs são referentes às edições brasileiras.